# Гельмут Фаска
Гельмут Фаска (в.-луж. Helmut Faska, 8 квітня 1932 року, село Вуежк, Верхня Лужиця, Німеччина — 15 січня 2024) — серболужицький вчений-сорабіст, лінгвіст і славіст. Директор Серболужицького інституту (1990—1992). Один з авторів «Серболужицького лінгвістичного атласу» (Serbski rěčny atlas).

## Біографія
Народився 8 квітня 1932 року в серболужицькому селі Вуежк. Після Другої світової війни навчався в Чеській гімназії в Варнсдорфі. У 1951 році продовжив навчання у розширеній серболужицькій гімназії в Будишиніе.
З 1953 року вивчав славістику в Лейпцизькому університеті, після закінчення якого продовжив навчання в Московському університеті. З 1958 року працював молодшим науковим співробітником в Інституті серболужицького народознавства (сьогодні — Серболужицький інститут). У 1969 році обраний головою «Верхньолужицької мовної комісії». З 1988 року займався науково-викладацькою діяльністю.
З 1965 по 1996 рік спільно з Гельмутом Єньчем і Фрідо Міхалком займався виданням 15-томного «Серболужицького мовного атласу». У 1981 році у співпраці з Фрідо Міхалком написав академічний твір «Gramatika hornjoserbskeje spisowneje rěče přitomnosće. Morfologija». У 1984 році за свою наукову діяльність удостоєний премії імені Якуба Чишинского. У 1990—1992 роках директор Серболужицького інституту.
Будучи членом Міжнародної слов'янської комісії, брав участь у роботі над «Загальнослов'янським лінгвістичномим атласомі» (General Slavic Linguistic Atlas).
У 2003 році видав підручник верхньолужицької мови «Pućnik po hornjoserbšćinje» (Путівник по верхньолужицькій мові), який став основою стандартного методологічного посібника для викладачів верхнелужицкого мови.